# Henri de Brouckère
Jonkheer Henri Ghislain Joseph Marie Hyacinthe de Brouckère (Brujas, 25 de enero de 1801 - ibídem, 25 de enero de 1891) fue un noble y político belga.
Fue magistrado y profesor en la Universidad Libre de Bruselas. Su hermano Charles fue alcalde de Bruselas y él fue el primer alcalde de Auderghem en 1863 y gobernador de las provincias de Amberes (1840-1844) y  Lieja (1844-1846).
- Datos: Q527479
- Multimedia: Henri de Brouckère / Q527479